# Словенија на Европском првенству у атлетици у дворани 2021.
Словенија је учествовала на 36. Европском првенству у дворани 2021 који се одржао у Торуњу, Пољска, од 4. до 7. марта. Ово је било четрнаесто Европско првенство у дворани од 1994. године од када Словенија редовно учествује самостално под овим именом. Репрезентацију Словеније представљало је 15 спортиста (6 мушкараца и 8 жена) који су се такмичили у 10 дисциплина (4 мушких и 6 женских).
На овом првенству представници Словеније су освојили 1 сребрну медаљу. Овим успехом Словенија је делила 18 место у укупном пласману освајача медаља.
У табели успешности према броју и пласману такмичара који су учествовали у финалним такмичењима (првих 8 такмичара) Словенија је са 4 учесника у финалу заузела 18. место са 15 бодова.
| Пл. | Земља     | 1. место | 2. место | 3. место | 4. место | 5. место | 6. место | 7. место | 8. место | Бр. фин. - Бод. |
| --- | --------- | -------- | -------- | -------- | -------- | -------- | -------- | -------- | -------- | --------------- |
| 18. | Словенија | –        | 1–7      | –        | –        | 1–4      | 1–3      | -        | 1–1      | 4-15            |

## Учесници
| Мушкарци: - Тилен Овничек — 60 м - Лука Јанежич — 400 м - Ловро Месец Кошир — 400 м - Грегор Граховац — 400 м - Жан Рудолф — 800 м - Јан Лукса — Троскок | Жене: - Маја Михалинец Зидар — 60 м - Јернеја Смонкар — 800 м - Анита Хорват — 800 м - Клара Лукан — 3.000 м - Маруша Мишмаш Зримшек — 3.000 м - Лиа Апостоловски — Скок увис - Тина Шутеј — Скок мотком - Неја Филипич — Троскок |  |

## Резултати

### Мушкарци
| Атлетичар         | Дисциплина | Лични рекорд | Квалификације  | Квалификације  | Полуфинале            | Полуфинале            | Финале                | Финале               | Детаљи |
| Атлетичар         | Дисциплина | Лични рекорд | Резултат       | Место          | Резултат              | Место                 | Резултат              | Место                | Детаљи |
| ----------------- | ---------- | ------------ | -------------- | -------------- | --------------------- | --------------------- | --------------------- | -------------------- | ------ |
| Тилен Овничек     | 60 м       | 6,76         | Није стартовао | Није стартовао | Није се квалификовао  | Није се квалификовао  | Није се квалификовао  | Није се квалификовао |        |
| Лука Јанежић      | 400 м      | 46,02 НР     | 46,73 КВ, ЛРС  | 1. у гр. 1     | 47,25 КВ              | 2. у гр. 2            | 47,22                 | 6 / 48 (49)          |        |
| Ловро Месец Кошир | 400 м      | 47,05        | 47,47          | 3. у гр. 2     | Нису се квалификовали | Нису се квалификовали | Нису се квалификовали | 25 / 48 (49)         |        |
| Грегор Граховац   | 400 м      | 47,46        | 47,84          | 3. у гр. 7     | Нису се квалификовали | Нису се квалификовали | Нису се квалификовали | 34 / 48 (49)         |        |
| Жан Рудолф        | 800 м      | 1:46,96 НР   | 1:49,88        | 7. у гр. 5     | Нису се квалификовали | Нису се квалификовали | Нису се квалификовали | 19 / 38 (39)         |        |
| Јан Лукса         | Троскок    | 16,01        | 15,78          | 12.            |                       |                       | Није се квалификовао  | 12 / 15              |        |

### Жене
| Атлетичарка           | Дисциплина  | Лични рекорд | Квалификације    | Квалификације    | Полуфинале            | Полуфинале            | Финале                | Финале       | Детаљи                                   |
| Атлетичарка           | Дисциплина  | Лични рекорд | Резултат         | Место            | Резултат              | Место                 | Резултат              | Место        | Детаљи                                   |
| --------------------- | ----------- | ------------ | ---------------- | ---------------- | --------------------- | --------------------- | --------------------- | ------------ | ---------------------------------------- |
| Маја Михалинец Зидар  | 60 м        | 7,21         | 7,31 (.305) КВ   | 4. у гр. 5       | 7,25 КВ               | 2. у гр. 2            | 7,26 (.254)           | 5 / 42 (43)  |                                          |
| Јернеја Смонкар       | 800 м       | 2:04,81      | 2:05,44 (.432)   | 5. у гр. 5       | Нису се квалификовале | Нису се квалификовале | Нису се квалификовале | 15 / 34 (35) |                                          |
| Анита Хорват          | 800 м       | 2:04,84      | 2:06,08          | 6. у гр. 6       | Нису се квалификовале | Нису се квалификовале | Нису се квалификовале | 22 / 34 (35) |                                          |
| Клара Лукан           | 3.000 м     | 8:58,73      | 9:06,82          | 4. у гр. 1       |                       |                       | Није се квалификовала | 18 / 22 (25) | Архивирано на веб-сајту (30. април 2021) |
| Маруша Мишмаш Зримшек | 3.000 м     | 8:48,82      | Дисквалификована | Дисквалификована | Није се квалификовала | Није се квалификовала |                       |              | Архивирано на веб-сајту (30. април 2021) |
| Лиа Апостоловски      | скок увис   | 1,88         | 1,87 =ЛРС        | 9.               | Није се квалификовала | 9 / 17                |                       |              |                                          |
| Тина Шутеј            | скок мотком | 4,74 НР      |                  |                  |                       |                       | 4,70 =ЛРС             |              |                                          |
| Неја Филипич          | Троскок     | 13,98        | 14,09 кв, ЛР     | 6.               |                       |                       | 14,02                 | 8 / 16       |                                          |